# Camp de Schandelah
 (octobre 2024).
Si vous disposez d'ouvrages ou d'articles de référence ou si vous connaissez des sites web de qualité traitant du thème abordé ici, merci de compléter l'article en donnant les références utiles à sa vérifiabilité et en les liant à la section « Notes et références ».
Le camp de Schandelah est une unité de travail forcé dépendant du camp de concentration de Neuengamme, située à l'est de Brunswick et mise à la disposition de l'entreprise Steinöl GmbH pour la construction et l'exploitation d'une usine de production de pétrole de schiste.

## Création
En 1943, l'Allemagne nazie est à la recherche de nouvelles ressources naturelles. Un gisement de schistes pétrolifères situé à Shandelah, à proximité de Brunswick, attire l'attention des autorités militaires et civiles qui y font construire l'usine Steinhöl GmbH, une filiale de Deutsche Asphaltkonzern, chargée d'exploiter le gisement.
Le 20 janvier 1944, l'entreprise entre en négociation avec la SS pour avoir accès à la main-d'œuvre concentrationnaire.
Un premier convoi de 100 déportés arrive sur site début mai, avec pour mission de construire une troisième baraque pour le camp qui en compte déjà deux. En août, le nombre de prisonniers est passé à 505 et ils sont 800 en octobre, alors que la production de pétrole de schiste est devenue une priorité,.

## Travail forcé
Du 8 mai 1944 au 2 mai 1945, les déportés sont employés à des travaux de construction pour bâtir l'usine, la voie ferrée et les quais qui la relient à la gare de Schandelah.
Un Kommando de détenus travaille continuellement à ciel ouvert, pour exploiter le schiste.
Les conditions de vie et de travail sont extrêmement dures. Pendant un an, les détenus doivent aller cherche l'eau à une source à 5 kilomètres. Il n'y a pas de cuisine et la nourriture, insuffisante, arrive une fois par semaine du camp de Drütte. Les travaux de terrassement doivent être  effectués à la pelle et à la pioche. La mortalité est élevée et les cadavres, tout d'abord envoyés au camp de Drütte, sont à partir de novembre 1944, brûlés aux alentours du camp.
Selon les témoignages d’anciens déportés, plus de 200 détenus du Kommando extérieur de Schandelah n’ont pas survécu à leur captivité.

« Ils travaillaient à Schandelah au kommando des chemins de fer. Le pire des kommandos là-bas. […] Il y en avait tellement qui travaillaient là-bas : il mouraient ou revenaient très mal en point à Neuengamme ou étaient transportés autre part, dans un autre kommando, peut-être meilleur. […] On était à quatre kilomètres de Schandelah et tous les dimanches, quand il faisait beau, ils [les habitants des environs] venaient à pied jusqu’au camp, pour nous reluquer. […] On était les singes du zoo. »

— Victor Malbecq, déporté belge de septembre 1944 à mai 1945 dans les kommandos extérieurs Schandelah et Wöbbelin du camp de concentration de Neuengamme (interview du 02/11/1991)
Le camp est placé sous la responsabilité du SS Oberscharführer Ewald Jauch, puis du SS Unterscharführer Friedrich Ebsen. Ce dernier est condamné à mort, après à la guerre, par un tribunal militaire britannique, avec cinq autres responsables du camp et de l'usine,.

## Évacuation
Début avril, des convois d’évacuation venus des camps de Porta Westfalica arrivent à Schandelah et on y compte alors jusqu'à 1 300 hommes.
Le 10 avril, tous les détenus sont embarqués dans des wagons de marchandises en direction de Wöbbelin, où le train arrive le 13 avril. Les déportés restent deux jours dans les wagons avant d'avoir accès au camp déjà comble et où tout manque.
Le 2 mai, les survivants sont libérés par les troupes américaines,.

## Mémorial
En 1985, une pierre commémorative a été érigée sur le site du camp. En 1995, un second mémorial a été élevé dans le cimetière communal de Scheppau où ont été transférés en 1954 les corps de 113 victimes du Kommando extérieur de Schandelah.